# 吉久站
吉久站（日语：／ Yoshihisa teiryūjō */?）是位於富山縣高岡市吉久，萬葉線的電車站。

## 電車站構造
電車站是地面車站，建設在共用行車道上，設有2面1線的相對式月台。上下行乘車處沒有月台，乘車處位於路面，該區域塗上了淺藍色，在路邊設有上蓋候車室。

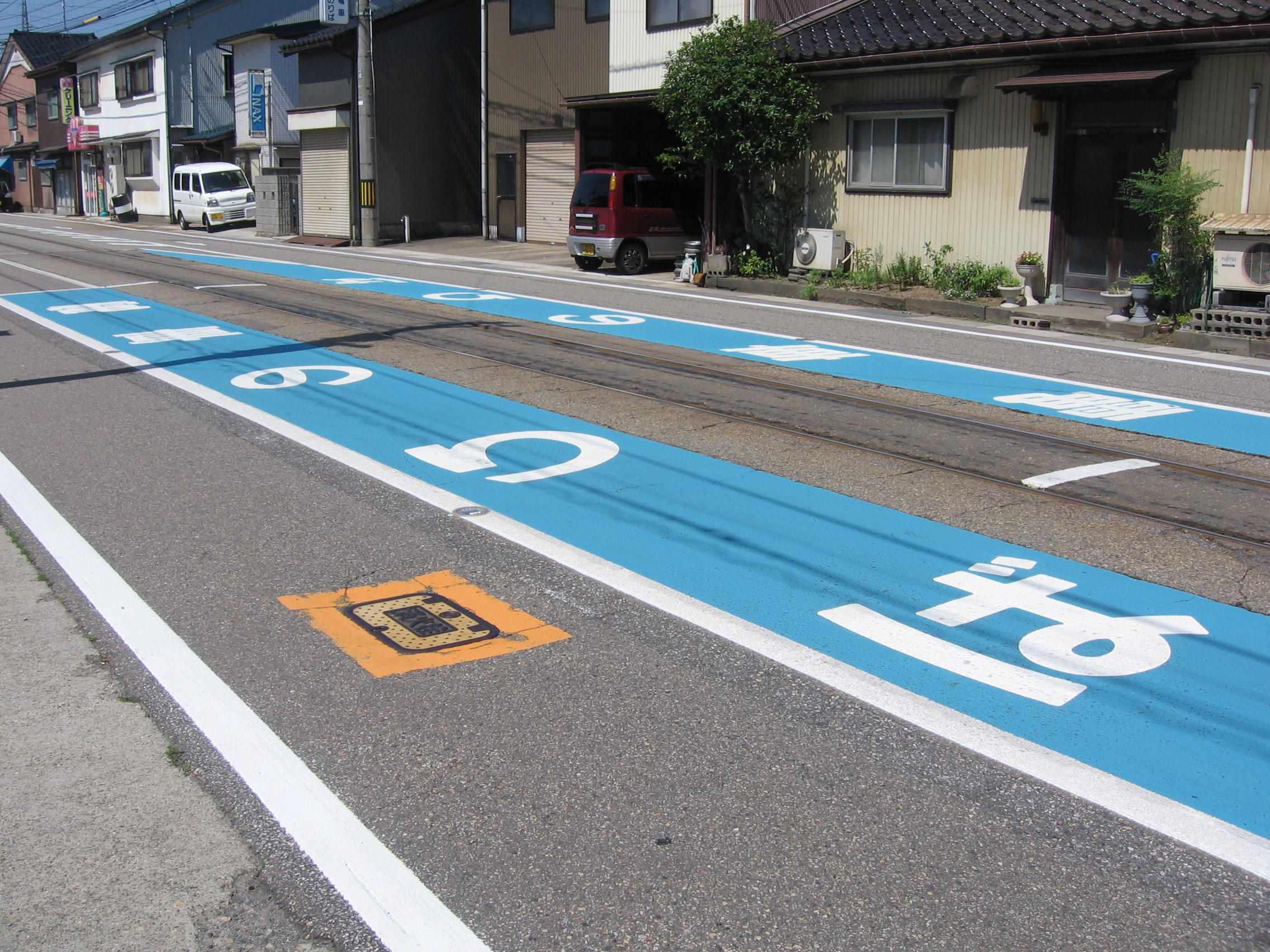
月台

## 歷史
- 1951年4月1日：富山地方鐵道米島口至新湊（現時：六渡寺）之間開通，此站啟用。
- 1959年4月1日：轉讓路線給加越能鐵道。
- 2002年4月1日：轉讓路線給萬葉線[2]。
- 2024年9月28日：可使用ICOCA及全國通用IC卡付款[3]。

## 相鄰電車站
萬葉線
■萬葉線（高岡軌道線）
新吉久－吉久－中伏木

## 外部連結
- 萬葉線吉久站上行 （页面存档备份，存于）及下行 （页面存档备份，存于）時間表（日語）